# 블리츠 (2011년 영화)
《블리츠》(영어: Blitz)는 영국에서 제작된 엘리엇 레스터 감독의 2011년 액션 스릴러 영화이다. 제이슨 스테이섬 등이 출연하였고, 스티븐 채즈먼 등이 제작에 참여하였다.

## 줄거리
사우스 이스트 런던에 경찰만 골라 죽이는 연쇄살인범이 나타난다.

## 출연
- 제이슨 스테이섬 - 톰 브랜트 경사(DS) 역
- 패디 콘시다인 - 포터 내시 경위 대행(acting inspector) 역
- 에이든 길런 - 연쇄살인범 배리 "블리츠" 와이스 역
- 데이비드 모리시 - 신문 기자 해럴드 던롭 역
- 자위 애슈턴 - 엘리자베스 폴스 여순경(WPC) 역
- 루크 에번스 - 크레이그 스토크스 경위(DI) 역
- 마크 라일런스 - 브루스 로버츠 경감(CI) 역
- 네드 데너히 - 래드너, 톰 브랜트의 정보원 역
- 론 도너키 - 크로스 역
- 나빌 엘루아하비 - 증인 역

## 기타 제작진
- 공동 제작: 알렉산더 오닐
- 배역: 일레인 그레인저
- 미술: 맥스 고틀리브
- 세트: 리 샌데일스
- 의상: 수지 하먼